# Ivan Lukačic
Marko Ivan Lukačic (Lukacich) (ur. 17 kwietnia 1587 w Szybeniku, zm. 20 września 1648 w Splicie) – chorwacki kompozytor tworzący w Dalmacji, zależnej wówczas od Republiki Weneckiej.
Lukačić wstąpił w roku 1597 do zakonu franciszkanów. Studiował muzykę w Rzymie i został w roku 1615 kapelmistrzem katedry w Splicie. Stworzył zbiór Sacrae Cantiones z akompaniamentem basso continuo, zawierający 27 motetów z towarzyszeniem organów. Dzieło to zaginęło podczas II wojny światowej. Dopiero w latach osiemdziesiątych XX wieku odkryto odpis w zbiorach Biblioteki Jagiellońskiej.